# Кублешу-Сомешан
Кублешу-Сомешан (рум. Cubleșu Someșan) — село у повіті Клуж в Румунії. Входить до складу комуни Пантічеу.
Село розташоване на відстані 348 км на північний захід від Бухареста, 30 км на північ від Клуж-Напоки.

## Населення
За даними перепису населення 2002 року у селі проживали 502 особи.
Національний склад населення села:
| Національність | Кількість осіб | Відсоток |
| -------------- | -------------- | -------- |
| румуни         | 443            | 88,2%    |
| угорці         | 58             | 11,6%    |

Рідною мовою назвали:
| Мова      | Кількість осіб | Відсоток |
| --------- | -------------- | -------- |
| румунська | 443            | 88,2%    |
| угорська  | 58             | 11,6%    |